# Grönfibbla
Grönfibbla (Crepis capillaris) är en växtart i familjen korgblommiga växter.